# نهر كاناوا
نهر كاناوا هو أحد روافد نهر أوهايو في ولاية فرجينيا الغربية الأمريكية. أكبر ممر مائي داخلي في ولاية فرجينيا الغربية كان واديها منطقة صناعية مهمة في الولاية منذ أوائل القرن التاسع عشر.
شُكلَت في بلدة غاولي بريدج في شمال غرب مقاطعة فاييت، جنوب شرق تشارلستون، عند التقاء نهري نيو وجولي. يتدفق إلى الشمال الغربي في مسار متعرج على هضبة أليغيني غير المتجمدة عبر مقاطعات فاييت، كاناها، بوتنام وماسون مروراً بمدن تشارلستون وسانت ألبانز والعديد من المجتمعات الأصغر. تنضم إلى أوهايو في بوينت بليزانت.
عاش أسلاف الهنود في الوادي والمرتفعات منذ 10000 قبل الميلاد كما يتضح من القطع الأثرية مثل نقاط كلوفيس. تطورت سلسلة من ثقافات ما قبل التاريخ حيث بدأت حضارة أدنا في بناء العديد من تلال ومرفقات أعمال الحفر الماهرة منذ أكثر من 2000 عام. نجت بعض قرى الحضارة القديمة للقلعة في زمن الاتصال الأوروبي.
كانت المنطقة مكانًا للمنافسة بين الدول الهندية الأمريكية التاريخية. غزو الإيروكوا من قاعدتهم في نيويورك الحالية وطردوا شعوب حضارة فورت القديمة وكذلك قبائل مثل هورون وكونوي.
يحتوي وادي النهر على رواسب كبيرة من الفحم والغاز الطبيعي. في الحقبة الاستعمارية منع مستوى النهر المتقلب بشدة استخدامه في النقل. سمحت إزالة الصخور والعقبات على النهر السفلي في أربعينيات القرن التاسع عشر بالملاحة والتي امتدت إلى أعلى النهر بعد بناء الأقفال والسدود التي بدأت في عام 1875. النهر الآن صالح للملاحة إلى ديب ووتر.